# Ardisia pauciflora
Ardisia pauciflora là một loài thực vật có hoa trong họ Anh thảo. Loài này được B.Heyne ex Roxb. mô tả khoa học đầu tiên năm 1824.